# Lutzelbourg
Lutzelbourg, cujo aportuguesamento será Lutzelburgo, é uma comuna francesa na região administrativa de Grande Leste, no departamento de Mosela. Estende-se por uma área de 5,84 km². Em 2010 a comuna tinha 582 habitantes (densidade: 99,7 hab./km²).